# Haas-Haus
Haas-Haus (Haasův dům) je budova z roku 1990 na náměstí Stock-im-Eisen v centru Vídně, naproti katedrále svatého Štěpána. 
Na místě stál od roku 1867 obchod s koberci a nábytkem firmy Philipp Haas & Söhne, zničený za druhé světové války. Další budova na parcele vyrostla roku 1953 a byla zbořena v roce 1985. Současný Haas-Haus navrhl architekt Hans Hollein ve stylu postmoderní architektury, stavba vzbudila ve své době vlnu kritiky jako necitlivý zásah do historického jádra města. Nápadným rysem jsou oblé tvary a asymetrické prvky, část fasády je tvořena skleněnými plochami, v nichž se odráží Stephansdom. V domě sídlí obchody, kanceláře a restaurace, střešní terasa nabízí neobvyklý výhled na město.